# Joseph Patrick Dougherty
Joseph Patrick Dougherty (* 11. Januar 1905 in Kansas City, Kansas; † 9. Juli 1970) war ein US-amerikanischer römisch-katholischer Geistlicher. Dougherty war Diözesanbischof des Bistums Yakima.

## Leben
Joseph Dougherty genoss seine Universitätsausbildung an der University of Portland. Im kalifornischen Menlo Park absolvierte er das katholische Saint Patrick's Seminary and University. Am 14. Juni 1930 empfing er das Sakrament der Priesterweihe.  Um 1930 kam er nach Washington, wo er als Professor am katholischen St. Edward Seminary in Kenmore Beschäftigung fand. 1934 wurde er Vizekanzler und 1942 Kanzler des Erzbistums Seattle. Gleichzeitig war er Direktor der Gesellschaft des Werks der Glaubensverbreitung.
Papst Pius XII. ernannte Dougherty am 9. Juli 1951 zum Bischof des kurz zuvor von ihm gegründeten Bistums Yakima. Am 26. September 1951 empfing er das Sakrament der Bischofsweihe aus den Händen von Erzbischof Thomas Arthur Connolly. Mitkonsekratoren waren die Bischöfe Charles Daniel White und Hugh Aloysius Donohoe.
Dougherty zählte zwischen 1962 und 1965 zu den Teilnehmern am Zweiten Vatikanischen Konzil.
Nach 18 Jahren seelsorgerischer Tätigkeit in Yakima legte Dougherty am 5. Februar 1969 sein Amt als Diözesanbischof zurück. Papst Paul VI. ernannte ihn gleichzeitig zum Weihbischof im Erzbistum Los Angeles und Titularbischof von Altium.
Er starb rund eineinhalb Jahre später, im Juli 1970, im Alter von 65 Jahren.